# 砂の薔薇 (アルバム)
『砂の薔薇』（すなのばら）は、日本のロックバンド、PERSONZの8枚目のオリジナルアルバムである。

## 参加ミュージシャン
- 鈴木“コルゲン”宏昌 (Pf / track on 7)
- STEVE ETOH (Perc / tracks on 2,3,5,7)
- 矢代恒彦 (Key / tracks on 3,6,9,12)
- 内田光一 (Gu)

## 収録曲
instrumental除く全曲作詞：JILL
1. SUPERSONIC BABYS
（作曲：JILL / 編曲：渡邉貢・藤田勉・藤井丈司）
2. HELLO, NEW FRONTIER
（作曲：渡邉貢 / 編曲：渡邉貢・藤田勉・藤井丈司）
「sayonaraは言わない」のカップリング曲。
3. 夢の咲く花
（作曲：藤田勉 / 編曲：渡邉貢・藤田勉）
「悲しみの天使」のカップリング曲。
4. HEAVEN'S LOVE
（作曲：JILL / 編曲：渡邉貢・藤田勉・内田光一）
5. 8DAYS WONDER
（作曲：渡邉貢 / 編曲：渡邉貢・藤田勉・藤井丈司）
6. BACKSEAT DRIVER
（作曲：藤田勉 / 編曲：渡邉貢・藤田勉）
7. THAT'S DEEP
（作曲：渡邉貢 / 編曲：渡邉貢・藤田勉）
8. NO MORE TEARS
（作曲：渡邉貢 / 編曲：渡邉貢・藤田勉・内田光一）
9. 悲しみの天使
（作曲：渡邉貢 / 編曲：渡邉貢・藤田勉）
10. 陽のあたる場所
（作曲：渡邉貢 / 編曲：渡邉貢・藤田勉・藤井丈司）
11. I NEED YOU
（作曲：渡邉貢 / 編曲：渡邉貢・藤田勉・内田光一）
12. sayonaraは言わない
（作曲：JILL / 編曲：渡邉貢・藤田勉・藤井丈司）
13. 水に映った月
（作曲：渡邉貢 / 編曲：渡邉貢・藤田勉・内田光一）
14. 終わらない歌
（作曲：藤田勉 / 編曲：渡邉貢・藤田勉）
15. Rose des Sables（instrumental）
（作曲：藤田勉 / 編曲：渡邉貢・藤田勉）